# HD 198751
HD 198751，又名CD-3117917，SAO 212521、HR 7991，是一颗恒星，视星等为6.35，位于銀經13.89，銀緯-38.4，其B1900.0坐标为赤經20h 47m 18.4s，赤緯-31° -38.4′ 43″。